# Fibre à réseau de Bragg
Une fibre à réseau de Bragg (FBG, fiber Bragg grating en anglais) est un type de réseau de Bragg inscrit dans un court segment de fibre optique, qui réfléchit des longueurs d'onde particulières de la lumière et transmet toutes les autres. Cette fonction est réalisée en créant une variation périodique de l'indice de réfraction du cœur de la fibre, qui génère un miroir diélectrique spécifique à une longueur d'onde donnée. Ces fibres à réseau de Bragg peuvent être utilisées comme filtres, afin de supprimer ou de ne conserver que certaines longueurs d'onde spécifiques, ainsi que comme capteurs pour certaines applications.

Figure 1 : Schéma d'une fibre à réseau de Bragg, avec son profil d'indice de réfraction et sa réponse spectrale en transmission et en réflexion.

## Théorie
Pour une fibre d'indice effectif de mode guidé {\displaystyle n_{\text{eff}}} dans laquelle est inscrite une variation d'indice de période spatiale {\displaystyle \Lambda }, la longueur d'onde de Bragg {\displaystyle \lambda _{B}} est définie par :
{\displaystyle \lambda _{B}=2n_{\text{eff}}\Lambda \,}